# Liste des conseillers régionaux du Val-d'Oise
Pour un article plus général, voir Conseil régional d'Île-de-France.

## Nombre de sièges
La réforme du mode de scrutin votée en 2003 disposant que « les sièges attribués à chaque liste sont répartis entre les sections départementales qui la composent au prorata des voix obtenues par la liste dans chaque département » avec application de la proportionnelle à la plus forte moyenne défavorise les quartiers populaires. Comptant beaucoup d'étrangers et de mineurs, son nombre de sièges va diminuant. Ainsi le Val-d'Oise passe de 21 conseillers régionaux à 19 en 2015.

## Mandature

### 2021-2028
Le Val-d'Oise compte 17 conseillers régionaux sur les 209 élus qui composent l'assemblée du conseil régional d'Île-de-France issus des élections des 20 et 27 juin 2021.
| Identité | Identité             | Parti | Groupe | Autres mandat ou fonction                            |
| -------- | -------------------- | ----- | ------ | ---------------------------------------------------- |
|          | Florence Portelli    | LR-SL |        | Maire de Taverny                                     |
|          | Xavier Melki         | LR    |        | Maire de Franconville                                |
|          | Stéphanie Von Euw    | LR-SL |        | Maire de Pontoise                                    |
|          | Benoit Jimenez       | UDI   |        | Maire de Garges-lès-Gonesse                          |
|          | France-Lise Valier   | LR    |        | Adjointe au maire d'Argenteuil                       |
|          | Jean-François Renard | LR    |        | Maire de Villers-en-Arthies                          |
|          | Agnès Ricard-Hibon   | DVD   |        |                                                      |
|          | Thibault Humbert     | LR-SL |        | Maire d'Éragny                                       |
|          | Nicole Lanaspre      | LR    |        | Adjointe au maire de Cormeilles                      |
|          | Benjamin Chkroun     | UDI   |        | Adjoint au maire de Enghien-les-Bains                |
|          | Rachid Temal         | PS    |        | Sénateur du Val-d'Oise                               |
|          | Carine Pelegrin      | GÉ    |        | Conseillère municipale de L'Isle-Adam                |
|          | Christophe Prudhomme | LFI   |        | Conseiller municipal de Pomponne                     |
|          | Isabelle Beressi     | PS    |        |                                                      |
|          | Jean-Baptiste Marly  | RN    |        |                                                      |
|          | Nadejda Rémy         | LAF   |        |                                                      |
|          | Nathalie Élimas      | MoDem |        | Secrétaire d'État chargée de l'Éducation prioritaire |

### 2015-2021
Liste de gauche :
- Isabelle Beressi (PS)
- Elvira Jaouen (PS)
- Rachid Temal (PS)
- Juliette Espargillière (EELV)
- Pierre Serne (EELV)
- Jean-Michel Ruiz (FDG)

Liste de droite :
- Samira Aidoud (LR)
- Claude Bodin (LR)
- Jérôme Chartier (LR)
- Jacqueline Eustache-Brinio (LR)
- Thibault Humbert (LR)
- Florence Portelli (LR)
- Stéphanie Von Euw (LR)
- Benjamin Chkroun (UDI)
- Nathalie Élimas (MoDem)
- Benoît Jimenez (UDI)

Liste Front national :
- Corinne Berthaud
- Jean-Michel Dubois
- Karim Ouchikh (SIEL)

### 2010-2015
Le Val-d'Oise compte 20 conseillers régionaux sur les 209 élus qui composent l'assemblée du conseil régional d'Île-de-France issue des élections des 14 et 21 mars 2010.
Ces élus sont répartis en 7 élus du Parti socialiste, 5 élus de l'UMP, 2 élus des Verts, 2 élus Europe Écologie (réunis depuis en un parti), 1 élu du Parti communiste français, 1 élu du Mouvement unitaire progressiste,1 élu du Mouvement républicain et citoyen (passé depuis à Europe Écologie), et 1 élu des Progressistes.
| Conseiller                 | Parti             | Groupe                                                       | Autre(s) mandat(s)                                                 |
| -------------------------- | ----------------- | ------------------------------------------------------------ | ------------------------------------------------------------------ |
| Julien Bayou               | EÉ                | Europe Écologie - Les Verts                                  |                                                                    |
| Isabelle Beressi           | PS                | Parti socialiste et apparentés                               | Adjointe au maire de Sarcelles                                     |
| Claude Bodin               | UMP               | Majorité présidentielle                                      | Député de la 4e circonscription du Val-d'Oise                      |
| Charlotte Brun             | PS                | Parti socialiste et apparentés                               | Adjointe au maire d'Écouen                                         |
| Geoffroy Didier            | UMP               | Majorité présidentielle                                      |                                                                    |
| Jacqueline Eustache-Brinio | UMP               | Majorité présidentielle                                      | Maire de Saint-Gratien                                             |
| Marie-José Cayzac          | MUP               | Parti radical de gauche et Mouvement unitaire progressiste   | Adjointe au maire d'Argenteuil                                     |
| Éric Dubertrand            | PS                | Parti socialiste et apparentés                               | Conseiller municipal de Saint-Leu-la-Forêt                         |
| Elvira Jaouen              | PS                | Parti socialiste et apparentés                               | Maire de Courdimanche                                              |
| Safia Lebdi                | EÉ                | Europe Écologie - Les Verts                                  |                                                                    |
| Emmanuel Maurel            | PS                | Parti socialiste et apparentés                               |                                                                    |
| Francis Parny              | PCF               | Front de gauche, PCF, Gauche Unitaire, Alternative Citoyenne | Conseiller municipal de Garges-lès-Gonesse                         |
| Céline Pina                | PS                | Parti socialiste et apparentés                               | Conseillère municipale de Jouy-le-Moutier                          |
| Axel Poniatowski           | UMP               | Majorité présidentielle                                      | Député de la 2e circonscription du Val-d'Oise Maire de L'Isle-Adam |
| Christiane Rochwerg        | Les Verts         | Europe Écologie - Les Verts                                  | Conseillère municipale d’Ezanville                                 |
| Sylvain de Smet            | Les Verts         | Europe Écologie - Les Verts                                  | Conseiller municipal de Mériel                                     |
| Ali Soumaré                | PS                | Parti socialiste et apparentés                               |                                                                    |
| Linda Uzan                 | Les Progressistes | Majorité présidentielle                                      | Conseillère municipale de Sarcelles                                |
| Guillaume Vuilletet        | MRC puis EÉ       | MRC puis Europe Écologie - Les Verts                         | Adjoint au maire de Méry-sur-Oise                                  |
| Stéphanie Von Euw          | UMP               | Majorité présidentielle                                      | Adjointe au maire de Pontoise                                      |

### 2004-2010
Le conseil régional d'Île-de-France comptait 21 élus valdoisiens élus en 2004.

#### Liste PS-PC-Verts-MRC (13 élus)
- Cécile Madura (PS)
- Michèle Loup (Verts)
- Francis Parny (PCF)
- Élisabeth Boyer (PRG)
- Michel Vampouille (Verts)
- Vacant à la suite du décès de Janine Haddad (PS)
- Olivier Galiana (PS)
- Charlotte Brun (PS)
- Emmanuel Maurel (PS)
- Agnès Rouchette (PS)
- Hervé Beaumanoir ancien maire de Montmagny (PS)
- Rosa Jaouen (PCF)
- Rachid Adda (MRC)

#### Liste UMP-UDF (6 élus)
- Jean Bardet (UMP)
- Sophie Jacquest (UDF)
- Claude Bodin (UMP)
- Jacqueline Eustache-Brinio - Maire de Saint-Gratien (UMP)
- François Simeoni (DVE)
- Stéphanie Von Euw (UMP)

#### Liste FN (2 élus)
- Jean-Michel Dubois
- Micheline Bruna